# Margareta Ward
Sveta Margareta Ward (engl. Margaret Ward; Congleton, Cheshire, Ujedinjeno Kraljevstvo, oko. 1500. – Tyburn, London, 30. kolovoza 1588.) engleska rimokatolička mučenica i svetica, jedna od Četrdeset mučenika iz Engleske i Walesa.

## Životopis
O životu Margarete Ward prije njena mučeništva poznato je malo podataka. Potjecala je iz ugledne engleske obitelji iz Congletona u Cheshiru. Posljednje je razdoblje života provela je u Londonu, u kući plemenite gospođe Whital, kojoj je bila počasna dama.
Saznavši da je žrtva tadašnjih progona protiv katolika u Engleskoj postao i svećenik Villiam Watson, kao i za muke kojima je u zatvoru bio izložen, posjećivala ga je, pružala mu pomoć, tješila ga i bodrila te činila sve što je bilo u njezinoj moći da mu olakša patnje. Pomogla mu je i u bijegu iz zatvora.
Nakon Watsonova bijega sumnja je pala na Margaretu, te je bila zatvorena. Pred sudom je priznala svoj čin i odbila otkriti skrovište bjegunca Watsona. Ponuđeno joj je pomilovanje, uz uvjet da kraljicu Elizabetu moli za oproštenje i obeća sudjelovati u protestantskom bogoslužju. Odbila je ponude i bila osuđena na smrt zbog veleizdaje. Pogubljena je 30. kolovoza 1588. godine na stratištu Tyburn u Londonu.

## Štovanje
Blaženom ju je proglasio papa Pio XI. 15. prosinca 1929. godine, a svetom 25. listopada 1970. godine papa Pavao VI. (Četrdesest mučenika iz Engleske i Walesa).

## Vanjske poveznice
Mrežna mjesta
- St. Margaret Ward, Catholic Encyclopedia ,www.newadvent.org (engl.)